# Бетовен 2
„Бетовен 2“ (на английски: Beethoven's 2nd) е продължение на филма Бетовен от 1992. Премиерата му е в края на 1993 година.

## Сюжет
Внимание:  Текстът по-долу разкрива сюжета на произведението (или части от него)!
В продължението на тази невероятната комедия огромният санбернар среща любовта. За беда санбернарката Миси е държана в плен от Реджина (Деби Мазар) – злобна и самотна жена, която изнудва бившия си съпруг. За късмет на кучетата срещата им е достатъчно дълга и в резултат на нея се появява ново поколение малки санбернарчета – Чайковски, Мо, Топчо и Доли. Реджина решава да удави кученцата, но променя решението си, когато научава от портиера колко струва всяко едно от тях.
Децата на семейство Нютън – Джордж (Кристофър Кастил) и Емили (Сара Роуз Кар), успяват да ги спасят и цялото семейство потегля към курорт в щата Монтана заедно с всички кучета. В същия курорт се озовават Реджина и нейният приятел Флойд (Крис Пен). По неволя те се срещат на един празник и Реджина взема кученцата направо от ръцете на децата. Но когато се връщат, откриват, че Миси е избягала заедно с Бетовен към близката планина. Двамата, заедно с взетите кученца, се отправят натам, но не се оказват късметлии (само Реджина и Флойд) и пропадат под един мост. Скоро се съвземат и скоро настигат кученцата точно в убежището им. Но загазват, щом семейство Нютън, започнали преследване успоредно с тях, идват. Междувременно си имат работа с Бетовен, който упорито се съпротивлява. След леко побутване те падат в кално езеро под скалата, на която са. Макар че Нютън предлагат да им помогнат, те отказват и се овъргалят до уши в калта.

## Дублажи

### Александра Аудио(2000)
| Изпълнителен продуцент | Васил Новаков                                                |
| Озвучаващи артисти     | Поля Цветкова Виолина Василева Радослав Рачев Тодор Георгиев |
| Превод                 | Мария Пеева                                                  |
| Тонрежисьор            | Стамен Янев                                                  |
| Режисьор на дублажа    | Василка Сугарева                                             |

### bTV(2007)
| Преводач            | Мария Пеева                                                                    |
| Тонрежисьор         | Радослав Колев                                                                 |
| Режисьор на дублажа | Албена Павлова                                                                 |
| Озвучаващи артисти  | Христина Ибришимова Йорданка Илова Илиян Пенев Кирил Бояджиев Стефан Димитриев |

### Диема Вижън(2009)
| Преводач            | Мария Пеева                                                                                 |
| Тонрежисьор         | Иво Игнатов                                                                                 |
| Режисьор на дублажа | Димитър Кръстев                                                                             |
| Озвучаващи артисти  | Ани Василева Даниела Йорданова Лиза Шопова Николай Николов Здравко Методиев Димитър Кръстев |